# Величко Альона Володимирівна
Альона Володимирівна Величко — український військовослужбовиця, сержант Збройних сил України, учасник російсько-української війни. Кавалер Хреста бойових заслуг (2022).

## Життєпис
Проходить службу на посаді фельдшера медичного пункту мотопіхотного батальйону.
З початком повномасштабного російського вторгнення в Україну 2022 року виконувала бойові завдання на Донеччині та Луганщині. Надала першу медичну допомогу 225 українським військовослужбовцям, завдяки чому вдалося врятувати багато життів бойових побратимів.

## Нагороди
- Хрест бойових заслуг (14 жовтня 2022) — за особисту хоробрість і відвагу, виявлені у захисті державного суверенітету та територіальної цілісності України, самовіддане виконання військового обов'язку[3][2].

## Військові звання
- сержант.